# Shūrok-e Ḩājjī
Shūrok-e Ḩājjī (persiska: شورك حاجی) är en ort i Iran.   Den ligger i provinsen Khorasan, i den nordöstra delen av landet, 600 km öster om huvudstaden Teheran. Shūrok-e Ḩājjī ligger 1 410 meter över havet och antalet invånare är 410.
Terrängen runt Shūrok-e Ḩājjī är kuperad norrut, men söderut är den platt. Runt Shūrok-e Ḩājjī är det ganska glesbefolkat, med 38 invånare per kvadratkilometer. Närmaste större samhälle är Qūchān, 8,0 km söder om Shūrok-e Ḩājjī. Omgivningarna runt Shūrok-e Ḩājjī är i huvudsak ett öppet busklandskap.